# Carrizo (La Brea)
Carrizo es una localidad peruana ubicada en el distrito de La Brea, perteneciente a la provincia de Talara del departamento de Piura, al norte del Perú. En el 2017 tenía una población de 1 habitante.